# Олышва
Олышва (укр. Олишва) — село в Зарянской сельской общине Ровненского района Ровненской области Украины.
Население по переписи 2001 года составляло 203 человека. Почтовый индекс — 35312. Телефонный код — 362. Код КОАТУУ — 5624684909.